# Atsushi Shirai
Atsushi Shirai (白井 淳 Shirai Atsushi?), född 18 april 1966 i Kumamoto prefektur, är en japansk före detta fotbollsspelare.
Shirai började sin karriär 1989 i Tanabe Pharmaceutical. Efter Tanabe Pharmaceutical spelade han för Consadole Sapporo (Toshiba), Gamba Osaka, JEF United Ichihara och Omiya Ardija. Han avslutade karriären 2002.